# Jitex Bollklubb
Jitex BK é um clube sueco de futebol feminino em Mölndal, na Suécia.

## História
Foi fundado em 1971 na cidade de Mölndal, Suécia.

## Títulos
- Campeonato Sueco de Futebol Feminino: 1989
- Copa da Suécia de Futebol Feminino: 1981, 1982, 1984